# Plainfield (Nueva Jersey)
Plainfield es una ciudad situada en el condado de Union, Nueva Jersey, Estados Unidos. Tiene una población estimada, a mediados de 2021, de 54 936 habitantes.
Anteriormente una ciudad dormitorio de Nueva York, se ha convertido en el centro urbano de 10 municipios estrechamente conectados, con industrias diversificadas incluida la imprenta y la fabricación de productos químicos, prendas de vestir, equipos electrónicos y repuestos para vehículos.

## Geografía
La ciudad está ubicada en las coordenadas 40°36′56″N 74°24′57″O / 40.61556, -74.41583 (40.615444, -74.415775).

## Demografía

### Censo de 2020
Según el censo de 2020, en ese momento había 54 586 personas residiendo en la ciudad. La densidad de población era de 3500 hab./km².
| Raza                   | Núm.   | Porc.  |
| ---------------------- | ------ | ------ |
| Afroamericanos         | 19 611 | 35.93% |
| Blancos                | 5455   | 9.99%  |
| Amerindios             | 1063   | 1.95%  |
| Asiáticos              | 523    | 0.96%  |
| Isleños del Pacífico   | 30     | 0.05%  |
| Otras razas            | 21 061 | 38.58% |
| De una mezcla de razas | 6843   | 12.54% |
| Total                  | 54 586 | 100%   |

Del total de la población, el 54.58% son hispanos o latinos de cualquier raza.

### Censo de 2000
Según la Oficina del Censo, en 2000 los ingresos medios de los hogares de la localidad eran de $46,683 y los ingresos medios de las familias eran de $50,774. Los hombres tenían ingresos medios por $33,460 frente a los $30,408 que percibían las mujeres. Los ingresos per cápita para la localidad eran de $19,052. Alrededor del 15.9% de la población estaba por debajo del umbral de pobreza.

## Personalidades destacadas
- John McClane Jr.